# Tribunal Federal del Trabajo

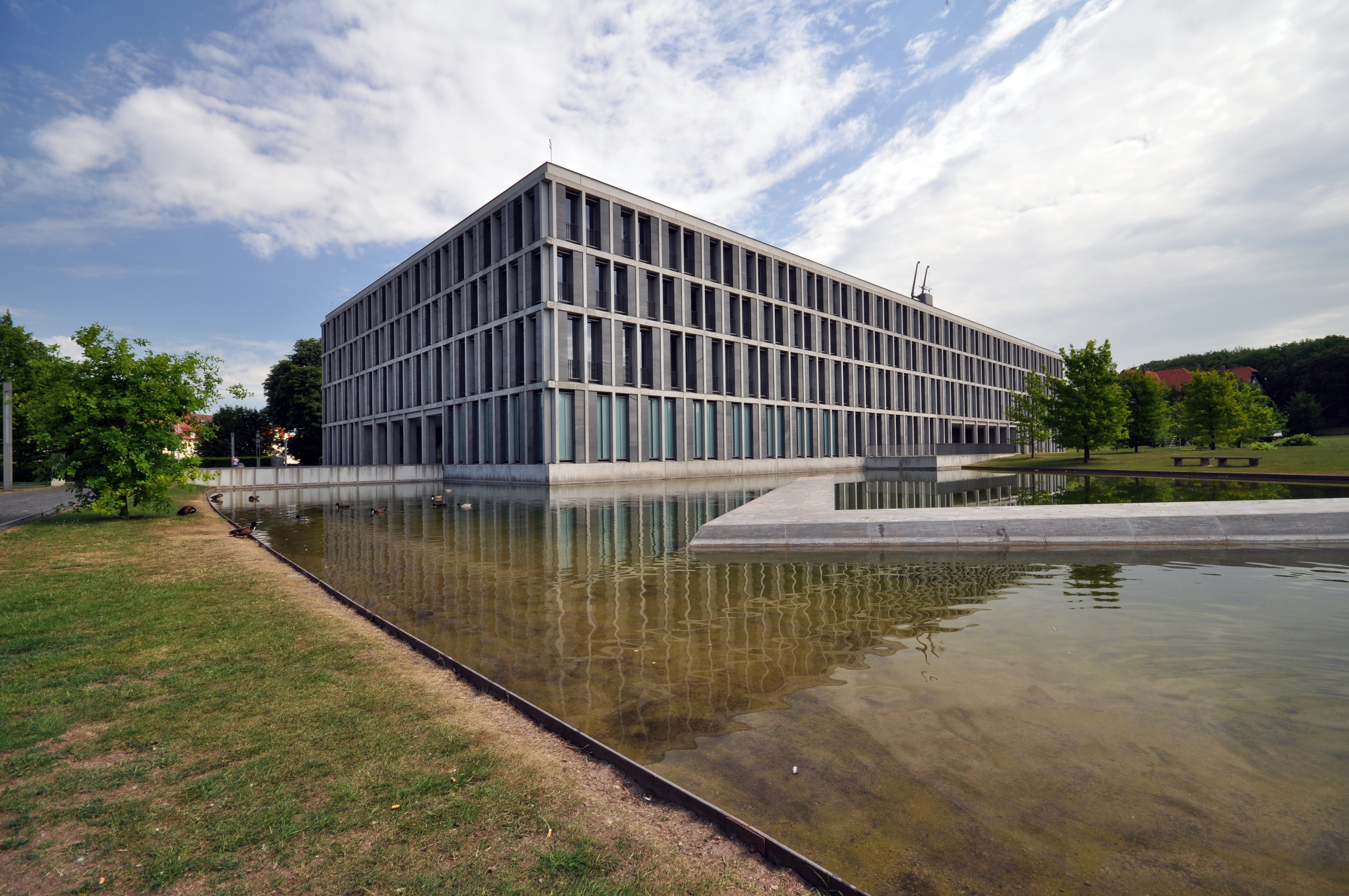
Edificio del Tribunal Federal del Trabajo en Érfurt

El Tribunal Federal del Trabajo (en alemán: Bundesarbeitsgericht) es el tribunal de último recurso para casos de derecho laboral en Alemania, tanto para derecho laboral individual (sobre todo respecto a contratos de empleo) como derecho laboral colectivo (casos sobre huelgas y negociaciones colectivas). El tribunal oye casos de los Landesarbeitzgerichte (Tribunales Superiores Laborales Estatales), los cuales son a su vez los tribunales de apelación para las decisiones de los Arbeitsgerichte (Tribunales Laborales Estatales Inferiores). 
El Bundesarbeitsgericht está ubicado en la ciudad de Érfurt.

## Historia y sede
La jurisdicción laboral no se separó completamente de la jurisdicción ordinaria hasta después de la Segunda Guerra Mundial. La Ley Fundamental, que entró en vigor en 1949, estableció en el artículo 96 (1) –que se corresponde con el actual artículo 95 (1)– la jurisdicción laboral como rama independiente del ordenamiento jurídico con su propio tribunal supremo. Esta provisión constitucional fue implementada por la Ley del Tribunal Laboral, que entró en vigor el 1 de octubre de 1953 y estableció el Tribunal Federal del Trabajo. Comenzó sus actividades judiciales en Kassel en abril de 1954.
Durante el curso de la unificación alemana, la Comisión Independiente del Federalismo decidió en mayo de 1992 trasladar el Tribunal Laboral Federal a Turingia. En 1993, se determinó que la capital del estado de Érfurt sería la futura sede del tribunal. Desde el traslado de Kassel a Érfurt en 1999, el tribunal ha estado ubicado en el lugar de los antiguos hornabeques de la ciudadela de Petersberg.
Especialmente desde 2020, ha habido una mayor discusión sobre la reevaluación del pasado nazi de antiguos jueces y su influencia en la jurisprudencia del Tribunal Federal del Trabajo.